# 渡谷美帆
渡谷 美帆（わたや みほ、8月26日 - ）は、日本の声優、舞台女優。神奈川県出身。リマックス所属。

## 人物
趣味はアカペラ、DJ、食べること。特技はダンス（よさこい踊り）、イラスト。
資格は実用英語技能検定準2級。

## 出演

### テレビアニメ
2014年
- 四月は君の嘘（保護者、女子生徒）
- selector infected WIXOSS（少女）
- 天体のメソッド（住人）
- まじっく快斗1412

2015年
- ISUCA（女子）
- デュラララ!!×2 承（レポーター）
- ビキニ・ウォリアーズ（女神）
- 落第騎士の英雄譚（女の子）

2016年
- アクティヴレイド -機動強襲室第八係- 2nd（オペレーターB）
- シュヴァルツェスマーケン（ロザリンデ・ブーフ、パウル・マイヤー）
- デジモンユニバース アプリモンスターズ（女の子、女子小学生）
- 遊☆戯☆王ARC-V
- リルリルフェアリル（2016年 - 2017年、おまつさん、トラ、ジャスミン、花村リラ、楠木ハルト） - 2シリーズ
- WWW.WORKING!!（男子生徒B）

2017年
- 風夏（女性スタッフ）
- MARGINAL#4 KISSから創造るBig Bang（女子、AD、管制官）
- 南鎌倉高校女子自転車部（部員A）
- Rewrite（子供、女性）
- タイムボカン24（町娘2）
- うらら迷路帖（店員）
- Re:CREATORS（子ども）
- サクラクエスト（女子アナ、老婆）
- ゲーマーズ!（女生徒B、女子生徒B、ウェイトレス、店員）
- アイドルマスター SideM（少年、ダンストレーナー）
- 食戟のソーマ シリーズ（2017年 - 2020年、マダムA、料理人A） - 2シリーズ
- キノの旅 -the Beautiful World- the Animated Series（子供A）
- ドリフェス!R（ファン）
- 妖怪アパートの幽雅な日常（ギャルA、ヨンちゃん、女子生徒）
- 僕の彼女がマジメ過ぎるしょびっちな件（女子生徒）

2018年
- ダメプリ ANIME CARAVAN（村人B）
- アイドリッシュセブン（2018年 - 2023年、ストロベリーズ、TRIGGERファンA、ファンA） - 2シリーズ
- こみっくがーるず（店員、お婆さん）
- 鹿楓堂よついろ日和（お客さん、店員）
- 悪偶 -天才人形-（ダンスのおばさんC）
- 七星のスバル（冒険者）
- ゴールデンカムイ（アイヌの女たち）
- 抱かれたい男1位に脅されています。（女性）

2019年
- Fairy gone フェアリーゴーン（老女）
- からかい上手の高木さん2（女子B）
- 女子高生の無駄づかい（ゲームセンターの女1、小学生）
- フルーツバスケット（生徒）
- ロード・エルメロイII世の事件簿 -魔眼蒐集列車 Grace note-（魔術師）
- 神田川JET GIRLS（インタビュアー）

2020年
- ダーウィンズゲーム（養護教諭）
- 推しが武道館いってくれたら死ぬ（嫗）
- 異種族レビュアーズ（タマテヒメ）
- ハクション大魔王2020（主婦）
- ミュークルドリーミー（学者）

2021年
- 転生したらスライムだった件（エルフD）
- BLUE REFLECTION RAY/澪（おばあちゃん）
- ひげを剃る。そして女子高生を拾う。（兄）
- 見える子ちゃん（新井）

2022年
- 明日ちゃんのセーラー服（テレビ音声）
- 恋は世界征服のあとで（少年B、アナウンス、少年）
- RWBY 氷雪帝国（影）
- ブッチギレ!（弟〈孤児〉）
- 機動戦士ガンダム 水星の魔女（フロント管理社の職員、ホールスタッフ）
- 恋愛フロップス（お掃除ロボ）

2023年
- 無職転生 II 〜異世界行ったら本気だす〜（ヘルメス夫人）
- Lv1魔王とワンルーム勇者（ヨースケの母親）
- ラグナクリムゾン（メイド）
- オーバーテイク!（おばあちゃん）

2024年
- キングダム（子ども〈女の子〉）
- 僕の心のヤバイやつ（女子編集者）
- 休日のわるものさん（おばあちゃんB）
- WIND BREAKER
- 花野井くんと恋の病（女子生徒）
- 夜桜さんちの大作戦（女生徒A、スーツ彼女）
- 死神坊ちゃんと黒メイド（来客D）
- バーテンダー 神のグラス（アナウンス）
- なぜ僕の世界を誰も覚えていないのか?（避難放送）
- 異世界失格（村人）
- 神之塔 -Tower of God- 工房戦（R-7、ペンディット）
- ダンジョンに出会いを求めるのは間違っているだろうかV 豊穣の女神篇（通行人）

2025年
- 異修羅（アニの母親）
- mono（女の子B、キュウリ、母親、店員、松ぼっくり 他）
- 炎炎ノ消防隊 参ノ章（子供）
- 鬼人幻燈抄（鬼女）
- SAKAMOTO DAYS（おばあちゃん）
- 帝乃三姉妹は案外、チョロい。（祭り客）

### 劇場アニメ
- 音楽少女（2015年、ネコ）
- トラペジウム（2024年）

### Webアニメ
- ガンダムブレイカー バトローグ（2021年、イベント参加者）

### ゲーム
2013年
- アイコレ〜with you〜（夢埜哀、フェニ）
- コード・オブ・ジョーカー

2014年
- 安眠ひざまくら〜就寝5分前の癒しタイム〜白崎楓ver（白崎楓）
- ウチの姫さまがいちばんカワイイ（綺羅姫 ミリィ・スピカ）
- ヒーローズプレイスメント（園出観苑、鯉江すず、銭函満知留、宇都＝クリテリウム、鮫洲ローラ、水島天満、韮崎七里、魚津ミラ、大矢田荒）
- 結城友奈は勇者である

2015年
- グランブルーファンタジー（2015年 - 2024年、ヨウ、藍色に溶ける怪異 他）
- クイズRPG 魔法使いと黒猫のウィズ（2015年 - 2022年、ソリッサ・ミマ、ミルニーモ、ビッグフモーフ）
- 幻獣姫（ウル）
- サウザンドメモリーズ（暗情の拳銃士モリナ、灼焔の刺突姫アンネッタ、砲腕の警備隊長メルヴィル、送魂の縫玩師ピピ）
- 【18】 キミト ツナガル パズル（暴食の魔女 / 小嶋アイリ、コスプレガール ミア）
- 武装少女 - ARMED GIRLS -（2015年 - 2016年、赤月くらら、ケイティ・レイク）
- プリンセスコネクト!
- ライフ イズ ストレンジ（ブルック・スコット）
- ラングリッサー リインカーネーション -転生-

2016年
- 一血卍傑-ONLINE-（ヤヲヤオシチ）
- オーディンスフィア レイヴスラシル（モーリィ）
- 戦国姫譚MURAMASA-雅-（立花誾千代）
- ブラックナイトストライカーズ（ジャンヌ・ダルク、司教コーション）
- 編隊少女 -フォーメーションガールズ-（ジェイミー・レイシー、マリアン・カーリー）

2017年
- ファイトリーグ（猫磨シノブ）
- クラッシュ・オブ・パンツァー（クラーク・マイヤー）
- デスティニーチャイルド（イシュタル）

2018年
- 銀魂乱舞（百華、町人〈女〉）
- 聖剣伝説2 SECRET of MANA（パメラ）
- モンスターストライク（2018年 - 2023年、アプリコット、アポカリプス、ディクエクス）
- アラド戦記（ファルメル、モプリン）
- 天華百剣 -斬- （振分髪広光）
- 幻獣契約クリプトラクト（パーチェ）

2020年
- ファイナルファンタジーVII リメイク
- ディズニー ツイステッドワンダーランド（トレイ・クローバー〈幼少期〉）
- The Last of Us Part II
- キラキラモンスターズ（アリサ）

2021年
- ジャックジャンヌ
- モンスターハンターライズ
- World of Demons - 百鬼魔道（茨木童子）
- 異世界に飛ばされたらパパになったんだが〜精霊騎士団物語〜（スザク）
- ロックマンX DiVE（ハンターR）
- 東方ダンマクカグラ（秋穣子）

2022年
- ウマ娘 プリティーダービー（紫シュシュのウマ娘）
- ハーヴェステラ（ハイドランツァ）

2023年
- ホグワーツ・レガシー（ポピー・スウィーティング）
- ファイナルファンタジーXVI

2024年
- ファイナルファンタジーVII リバース
- 18TRIP
- ライドカメンズ
- AFK : ジャーニー（ロンロン、メイメイ）
- 護縁（チタ・ジーナ）
- 無期迷途（ドーヴ）

### ドラマCD
2011年
- おとめ妖怪 ざくろ

2013年
- みならい女神プルプルんシャルム（雄太の母）

2014年
- カーニヴァル 二人の與儀
- ミス・モノクローム -Motto Challenge-（カラフルの神）

2015年
- ゴミ溜めPEACE 5st ホームズ・ステイ

### 音楽CD
- DRAGON POKER ORIGINAL SOUNDTRACK
- DREAMING NOW

### デジタルコミック
- 春と恋と君のこと（2020年、三島紘果[34]）

### 吹き替え

#### 映画
2015年
- PLASTIC（フィオナ）

2016年
- デビルズ・シティ（サラ）
- サバイバル・ランド（ユリア）
- トンネル9000メートルの闘い（ミー）

2017年
- ダーク・プレイス（リビー・デイ〈若い頃〉）
- メリッサ・マッカーシー in ザ・ボス 世界で一番お金が好き!（レイチェル・ローリングス）
- ザ・ベビーシッター（911OP）

2018年
- レプリカズ（ニーヴ）
- ディープインパクト2018（ブルック）
- グッバイ・クリストファー・ロビン
- スイッチング・プリンセス

2019年
- ラスト・アライブ（ワン）
- ラ・ヨローナ〜泣く女〜（サマンサ・ガルシア〈ジェイニー＝リン・キンチェン〉）
- レプリカズ（ゾーイ）

2020年
- フィール・ザ・ビート
- トンネル9000メートルの闘い（ライラ）
- セガvs.任天堂/Console Wars

2021年
- ベター・ウォッチ・アウト クリスマスの侵略者（デアンドラ）
- カサブランカ（ライヒタグ夫人※N.E.M.版）
- ザ・ハント
- インデペンデンス・デイ2021（ハンナ）
- EMMA エマ（ハリエット〈ミア・ゴス〉）
- レイダース・オブ・ムージン 失われた財宝（ヤオメイ）
- 静かなる侵蝕（ボビー・カーン）

2022年
- 死霊館 悪魔のせいなら、無罪。（デイビッド・グラッツェル〈ジュリアン・ヒリアード〉）
- チャタレイ夫人の恋人（フリント夫人）
- ヤドリギ農場のメリークリスマス（リリー）

2023年
- ウォンカとチョコレート工場のはじまり（ウェイトレス〈ブルー・ウッドワード〉）

2024年
- ファイブ・ナイツ・アット・フレディーズ（マキシン〈キャット・コナー・スターリング〉）
- ナイトスイム（イジー・ウォラー〈アメリ・ホーファーレ〉）

#### ドラマ
2014年
- TWO WEEKS（チャン・ヨンジャ）

2016年
- CRUSOE クルーソー（エピ）

2017年
- 太陽の末裔 Love Under The Sun（チャン・ヒウン）
- 師任堂、色の日記（イ・ソウ）

2019年
- iゾンビ（イゾベル）
- The OA（ドナルド）
- 埋もれる殺意～18年後の慟哭～ （キャロル）
- LUCIFER/ルシファー（ベス）
- レイヴン～少女とポニーの物語～（ヘザー）
- ブラインドスポット タトゥーの女（ベサニー）
- レジェンド・オブ・トゥモロー

2020年
- まほうのレシピ~ミステリー・シティ~（イシュ）
- ブラックライトニング
- ハリウッド（クレア・ウッド）

2021年
- ウィンクス・サーガ: 宿命
- スタートアップ: 夢の扉（イス）
- シュミガドーン!（ベッツィ・マクドナー〈ダヴ・キャメロン〉）
- ゼム
- バック・トゥ・ザ・ラフターズ（テッサ、アンナ）
- スワッガー（タミカ）
- ロスト・イン・スペース（ジュディ・ロビンソン〈テイラー・ラッセル〉）
- 埋もれる殺意～30年目の贖罪～（マーニー）

2022年
- 恋愛体質〜30歳になれば大丈夫（チョン・ヘジョン）
- スーパーパピーズ（エマ）
- ザ・クエスト エヴァレルムの勇者たち（セリーン）
- ウィークエンド・ファミリー（ロミー）
- イーヴィル: 超常現象捜査ファイル（ローラ・ブシャード〈ダリア・ナップ〉）

#### アニメ
2016年
- 帰ってきたウサギとカメ 新たなる挑戦（クリスタル）
- ロビンソン・クルーソー（エピ）

2018年
- ワクフ（キャプテン）
- こえだのとうさん（トゥイッギー）
- プリンセスユニキャット
- ぼくらのスーパーヒーロー パンツマンシリーズ（ジェシカ）

2019年
- ハイウェイ・ラット～嫌われおいはぎネズミ
- リトルキャッツ 空飛ぶねこの大冒険　

2020年
- レゴ フレンズ（ゾーイ）
- プラグの抜けたダグ

2021年
- リトル・ニンジャ 市松模様の逆襲（ジェシカ）

2022年
- ブルーイ（リラ）
- さむらいラビット: ザ・ウサギ・クロニクル（キツネ）

2023年
- ちびっこマダガスカル（アレックス）

2024年
- 怪盗グルーのミニオン超変身
- バーニーの世界（リアム）

#### ボイスオーバー
- プロジェクト・ランウェイ season18（ヴィクトリア・コチエロ）
- Dope/ドープ
- シャーク・アカデミー（キャシディー）（2022）

### ナレーション
- スポーツライフテクノロジーラボ
- タカラトミー ディズニー&ディズニー/ピクサー キャラクターズできた!がいっぱいドリームパッド
- 東京靴流通センター
- ニューギン CR それゆけ野生の王国
- パナソニック ナノイー 加湿空気清浄機F-VXK90

### ボイスオーバー
- NEWS23

### CM
- 島じまん2016
- 電撃文庫MAGAZINE
- ニンテンドー3DS マイメロディ 願いがかなう不思議な箱

### ラジオ
- レインボータウンFM Fun×Fun Tuesday〜Queen de Night〜（パーソナリティ）

### 舞台
- 怪し会 拾（2018年3月28日‐4月2日、もっとい不動 密蔵院）[42]
- ドン・ジョバンニ（ツェルリーナ）
- 宮沢賢治の世界（三毛猫）
- リマックス新人公演

### その他コンテンツ
- グッドネーバーズ・ジャパン 親子でチャレンジ国際理解!ちびっこお絵描きコンテストDVD（ダイキ）

## ディスコグラフィ

### キャラクターソング
| 発売日        | 商品名      | 歌                                                               | 楽曲                             | 備考                          |
| ------------- | ----------- | ---------------------------------------------------------------- | -------------------------------- | ----------------------------- |
| 2021年7月21日 | 百華繚乱 参 | 燭台切光忠（白城なお）、富田江（米澤円）、振分髪広光（渡谷美帆） | 「円卓はルーレットじゃないから」 | ゲーム『天華百剣 -斬-』関連曲 |

### シリーズ一覧
1. ↑  第1期『リルリルフェアリル〜妖精のドア〜』（2016年）、第2期『リルリルフェアリル〜魔法の鏡〜』（2017年）
2. ↑  第3期前半『餐ノ皿』（2017年）、第5期『豪ノ皿』（2020年）
3. ↑  第1期（2018年）、第3期『Third BEAT!』第2クール（2022年 - 2023年）